# Francisca de Passier
Francisca de Passier (Saboya, 1586-1605) fue una escritora y traductora francesa fallecida «cuando apenas había llegado a los diecinueve años y siete meses».

## Obra
Cartas morales del Señor de Narveza. Traduçidas de lengua francesa, en la española, por madama Francisca de Passier, 1605.
Los preliminares de esta edición en castellano constituyen un «monumento a su traductora». Así incluye después de la dedicatoria una serie de poemas recuperados de la sepultura de la joven traductora y se cierra con el prólogo de Francisco Garci López al lector, que es un relato de las circunstancias en que se decidió imprimir la obra y un elogio al saber y la buena muerte de Francisca de Passier. «En esas circunstancias de impresión probablemente hay algunas dosis de ornato narrativo cuando se relata cómo Francisco Garci López rescató este libro de los papeles de la dama difunta que el marido estaba arrojando al fuego».
La obra original fue compuesta por un autor de éxito en muchos géneros, novelescos y morales, Antoine de Nervèze. La primera edición es poco anterior, Les Epistres morales du sieur de Nervèze (Lyon, 1598).